# Tatjana Alexandrowna Borodulina
Tatjana Alexandrowna Borodulina (russisch Татьяна Александровна Бородулина, wiss. Transliteration Tat'jana Aleksandrovna Borodulina; * 22. Dezember 1984 in Omsk) ist eine ehemalige russische Shorttrackerin.
Borodulina debütierte mit 16 Jahren im Weltcup, gewann mehrere Medaillen bei Juniorenwelt- sowie Europameisterschaften und qualifizierte sich bei den Olympischen Winterspielen 2006 in Turin für das Streckenfinale über 1500 Meter. Im August 2006 verließ sie das russische Nationalteam wegen Streitigkeiten mit dem Verband und trat anschließend für Australien an. Nachdem Borodulina in der Saison 2006/07 aufgrund des Länderwechsels für internationale Wettkämpfe gesperrt war, stieg sie in den darauffolgenden Wintern zur bis dahin erfolgreichsten australischen Shorttrackerin auf, indem sie zwei Weltcuprennen für sich entschied. Nach einem weiteren Olympiastart 2010 in Vancouver kehrte die Omskerin im Oktober 2010 wegen Heimweh überraschend wieder in die russische Mannschaft zurück.

## Laufbahn

### Europameisterin und Olympiateilnehmerin für Russland (2001 bis 2006)
Borodulinas internationale Karriere begann Anfang 2001, als sie bei den drei Großereignissen der Saison, Junioren-WM, Europameisterschaft und Weltmeisterschaft, an den Start ging. Die 16-Jährige erreichte zwar bei keiner dieser Veranstaltungen ein Finalrennen, dennoch nominierte sie der russische Verband im September 2001 erstmals für den Shorttrack-Weltcup. Im darauffolgenden Winter etablierte sich die Juniorin in der erweiterten Weltklasse: Mit der Staffel gewann sie im Februar 2003 ihr erstes Weltcuprennen, bei der Junioren-WM und bei der Europameisterschaft erreichte sie in mehreren Disziplinen die Finalläufe. Schon zu diesem Zeitpunkt, im Juni 2003, sah der Shorttrack-Olympiasieger Steven Bradbury in der mittlerweile 18 Jahre alten Russin eine kommende Siegerin.
In den nächsten beiden Saisonen unterstrich Borodulina ihr Talent. Im Weltcup 2003/04 platzierte sie sich auf dem achten Rang in der Gesamtwertung. Zudem wurde sie 2004 Europameisterin mit der Staffel und belegte im Mehrkampf Rang zwei hinter der Seriensiegerin Jewgenija Radanowa, die diesen Wettbewerb zum fünften Mal in Folge gewann. Ein Jahr später durchbrach Borodulina die Siegesserie der Bulgarin und sicherte sich mit dem Mehrkampf-Europameistertitel ihren ersten großen Einzeltriumph. Etwas weniger erfolgreich verlief der olympische Winter 2005/06, in dem die Russin zunächst ihren Europameistertitel wieder an Jewgenija Radanowa verlor und in der Gesamtwertung lediglich auf Rang sechs platziert war. Trotzdem qualifizierte sie sich als einzige weibliche russische Shorttrackerin für die Olympischen Winterspiele 2006 in Turin. Dort startete sie in zwei Rennen, dem 1000-Meter- und dem 1500-Meter-Wettkampf, die beide mit Borodulinas Disqualifikation endeten. Über die längere Distanz hatte die Omskerin das Finale der besten sieben Läufer erreicht.

### Vier Jahre als Australierin (2006 bis 2010)
Im August 2006 verkündete Borodulina, die zu jenem Zeitpunkt zwei russische Meistertitel errungen hatte, ab sofort für die australische Nationalmannschaft zu starten. Dies begründete sie mit den vielen Konflikten im russischen Verband, die sie bei den Vorbereitungen für Olympia behindert hätten. Entscheidend für den Wechsel nach Australien war die dortige Nationaltrainerin Ann Zhang, von der Borodulina das Angebot erhalten hatte. Einem Bericht der australischen Tageszeitung The Age zufolge erhielt sie für den Verbandswechsel kein Geld und keine Privilegien, ihr sei lediglich „die australische Staatsbürgerschaft und die Chance, im sonnigen Queensland zu leben“ in Aussicht gestellt worden.
In der Saison 2007/08 nahm Borodulina erstmals für Australien an Weltcuprennen teil. Dabei erreichte sie bei der vorletzten Station in Quebec City mit dem fünften Rang das bis dahin beste Resultat eines australischen Shorttrackers. Dieses konnte sie beim letzten Weltcup in Salt Lake City noch einmal verbessern. Dort stand sie als erste australische Shorttrackerin als Dritte über 500 Meter auf dem Podest. Im Winter 2008/09 erlebte Borodulina ihre bis dahin erfolgreichste Saison: Beim Weltcupfinale in Dresden gewann sie zwei Rennen – beide über 500 Meter – und verbesserte sich im Gesamtweltcup dieser Strecke auf den dritten Rang. 2009 wurde sie als Australian Ice Racing Skater of the Year ausgezeichnet und erhielt im September des Jahres die australische Staatsbürgerschaft. Dabei profitierte sie auch von einem neuen australischen Gesetz, das vorsah, Spitzensportler unter bestimmten Bedingungen schneller als gewöhnlich einzubürgern. Damit sie die Einbürgerung noch vor den Olympischen Winterspielen 2010 erhielt, war Borodulina im Januar 2009 für sechs Monate der Australian Army Reserve beigetreten und hatte einen sechsmonatigen Wehrdienst absolviert.
Vor den Winterspielen in Vancouver im Februar 2010 galt Borodulina als die einzige australische Medaillenkandidatin im Shorttrack. Deswegen schrieben mehrere große Zeitungen des Landes im Vorfeld der Olympischen Spiele über die kurzfristig eingebürgerte Athletin. In einem Bericht des Daily Telegraphs erklärte Borodulina etwa, ihr sei von russischer Seite „Geld, ein Haus und ein Ehemann“ angeboten worden, wenn sie in ihr Geburtsland zurückkehre; sie habe aber abgelehnt und werde auf jeden Fall mindestens die nächsten vier Jahre für Australien starten, da sie sich im Team wohlfühle. Diese Aussagen bekräftigte sie gegenüber der Nachrichtenagentur AFP: Sie sei stolz, Australierin zu sein. Bei den Olympischen Winterspielen verpasste Borodulina bei allen drei Starts die Qualifikation für den Endlauf; bestes Ergebnis war ein siebter Rang über 1000 Meter. Dieses Ergebnis, das von australischen Medien übereinstimmend als Enttäuschung gewertet wurde, erklärte die Sportlerin damit, dass sie sich selbst zu viel Druck gemacht habe.

### Rückkehr nach Russland (ab 2010)
Im Oktober 2010 gab Tatjana Borodulina bekannt, dass sie wieder für Russland starten werde. In Australien habe sie sich einsam gefühlt, sie habe ihre Freunde und ihre Familie vermisst und Heimweh bekommen. Da die Probleme mit dem russischen Verband geklärt worden seien und sie auch mehr finanzielle Unterstützung erhalte, habe sie diese Entscheidung getroffen. Bei den Olympischen Winterspielen 2014 in Sotschi wolle sie wieder für ihr Heimatland antreten.

## Persönliche Bestzeiten
- 500 m 43,149 s (aufgestellt am 15. März 2014 in Montreal)
- 1000 m 1:29,252 min (aufgestellt am 12. November 2016 in Salt Lake City)
- 1500 m 2:21,127 min (aufgestellt am 18. Oktober 2008 in Salt Lake City)
- 3000 m 5:29,496 min (aufgestellt am 22. Januar 2006 in Krynica-Zdrój)